# Fosse no 2 - 2 bis des mines de Ligny-lès-Aire
La fosse no 2 - 2 bis de la Compagnie des mines de Ligny-lès-Aire est un ancien charbonnage du Bassin minier du Nord-Pas-de-Calais, situé à Ligny-lès-Aire. Les travaux commencent en 1900 et la fosse commence à extraire quatre ans plus tard. Celle-ci est unique de par le chevalement de son puits d'extraction qui constitue une tour dont la machinerie est au sommet. Au fil de l'extraction, trois terrils, dont deux coniques et un plat, sont édifiés au nord de la fosse. Deux cités ont été construites à Estrée-Blanche.
La Compagnie des mines de Ligny-lès-Aire est nationalisée en 1946, et intègre le Groupe d'Auchel. À cause d'un gisement limité, la fosse ferme en 1950 et ses puits sont serrementés en 1951. Un des terrils a été partiellement exploité.
Au début du XXIe siècle, Charbonnages de France matérialise les têtes des puits nos 2 et 2 bis. Les terrils nos 32 et 31 ont été inscrits le 30 juin 2012 sur la liste du patrimoine mondial de l'Unesco.

## La fosse
Tout à la fin du XIXe siècle, la Compagnie des mines de Fléchinelle reprend les concessions précédemment exploitées par les compagnies minières d'Compagnie des mines d'Auchy-au-Bois et de la Lys-Supérieure. Tous ses efforts portent initialement sur la fosse no 1 - 1 bis d'Enquin-les-Mines qui est modernisée, mais elle décide ensuite d'ouvrir une nouvelle fosse.

### Fonçage

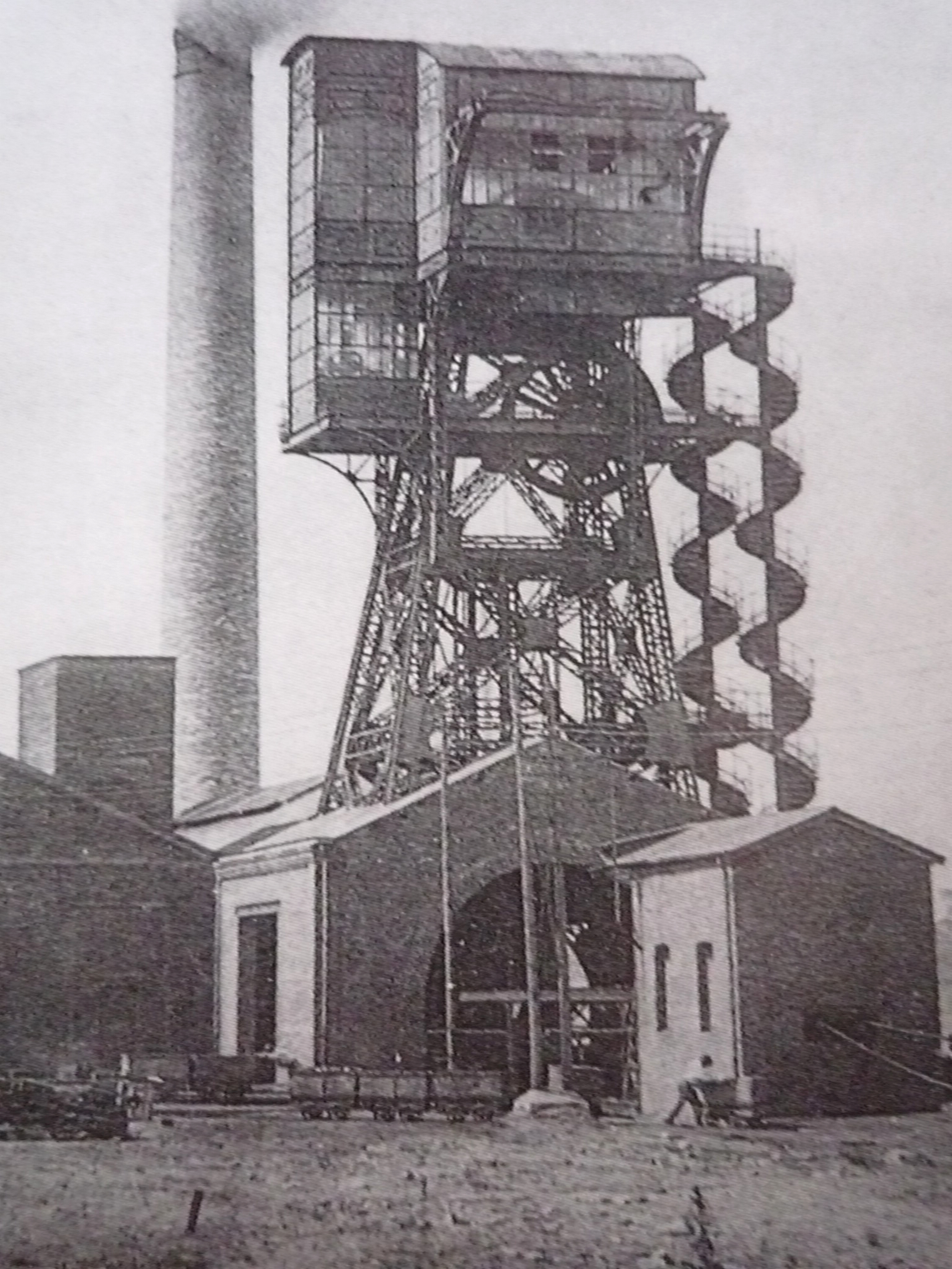
Le chevalement du puits no 2 bis.

Les puits nos 2 et 2 bis sont commencés en 1900 à Ligny-les-Aire. Le puits no 2, dit nord, est destiné à l'extraction, il est profond de 270 mètres et a un diamètre de quatre mètres. Il possède deux cuvelages en fonte, le premier de 27 à 95 mètres, et le second de 129 à 177 mètres. Le chevalement, de construction allemande, est une tour qui possède sa machine d'extraction au sommet. La maquette a été présentée à l'Exposition universelle de 1900 à Paris. Le puits no 2 bis, dit sud, est de conception plus habituelle. Il est profond de 126 mètres et a un diamètre de quatre mètres également. Son cuvelage est en béton. Les puits sont distants d'une trentaine de mètres.

### Exploitation
La fosse no 2 - 2 bis commence à extraire en 1904. Elle produit 135 000 tonnes en 1918. Elle est la seule de la compagnie à produire pendant quelques mois étant donné que la fosse no 1 - 1 bis est abandonnée en 1928, et que la fosse no 3, aidé de son puits d'aérage no 3 bis, ne commence à extraire qu'en mai 1929.
La Compagnie des mines de Ligny-lès-Aire est nationalisée en 1946, et intègre le Groupe d'Auchel. Bien que les installations aient été modernisées après la nationalisation, le gisement est limité, et la fosse ferme en 1950, ce qui n'est pas sans causer des grèves. Les puits nos 2 et 2 bis, respectivement profonds de 567 et 406 mètres sont serrementés en 1951 et les chevalements détruits la même année.

### Reconversion
Au début du XXIe siècle, Charbonnages de France matérialise les têtes des puits nos 2 - 2 bis. Le BRGM y effectue des inspections chaque année. Il subsiste quelques petits bâtiments sur le carreau de fosse,, ainsi qu'une maison de garde-barrière.

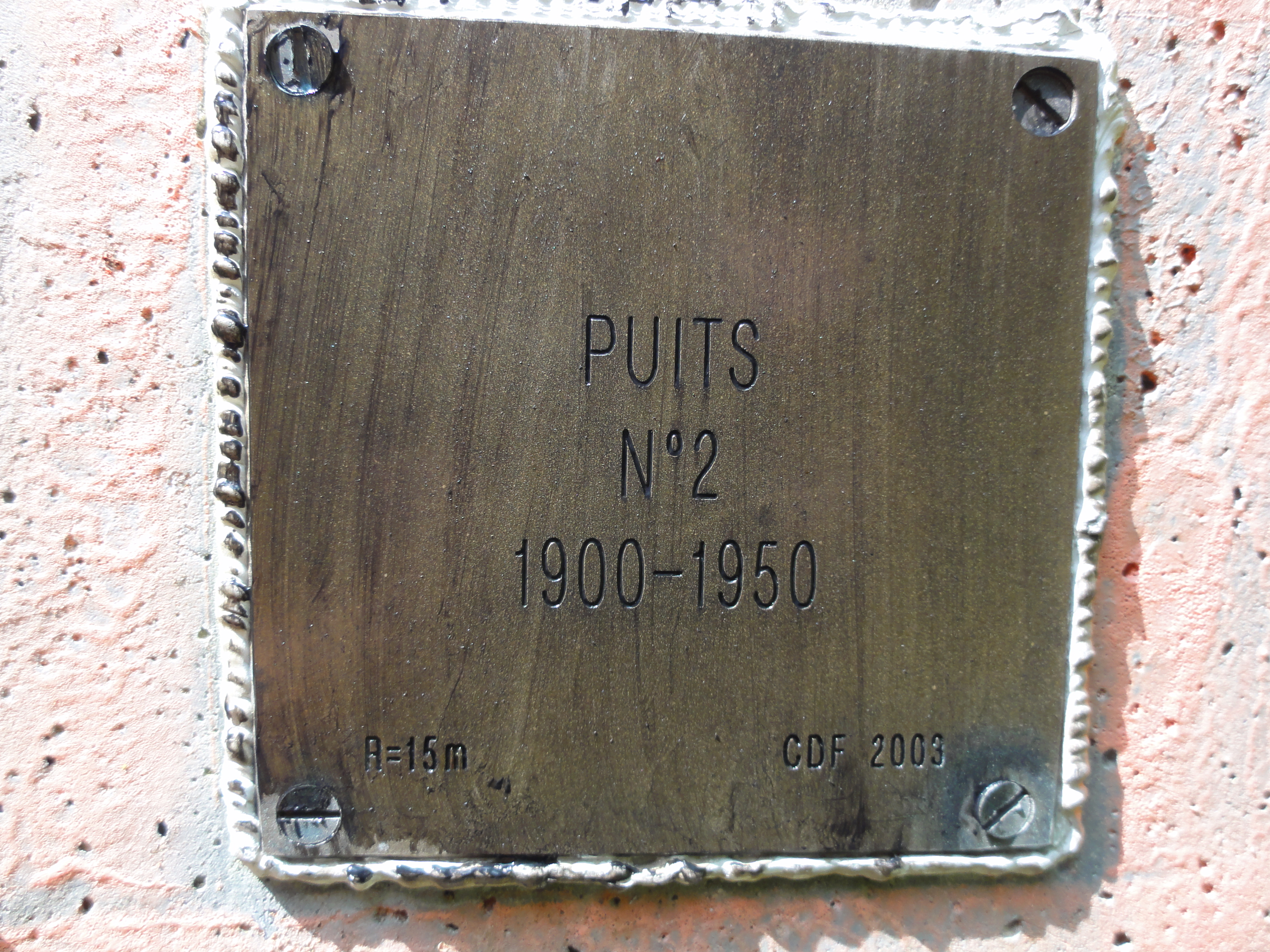
Puits no 2, 1900-1950.
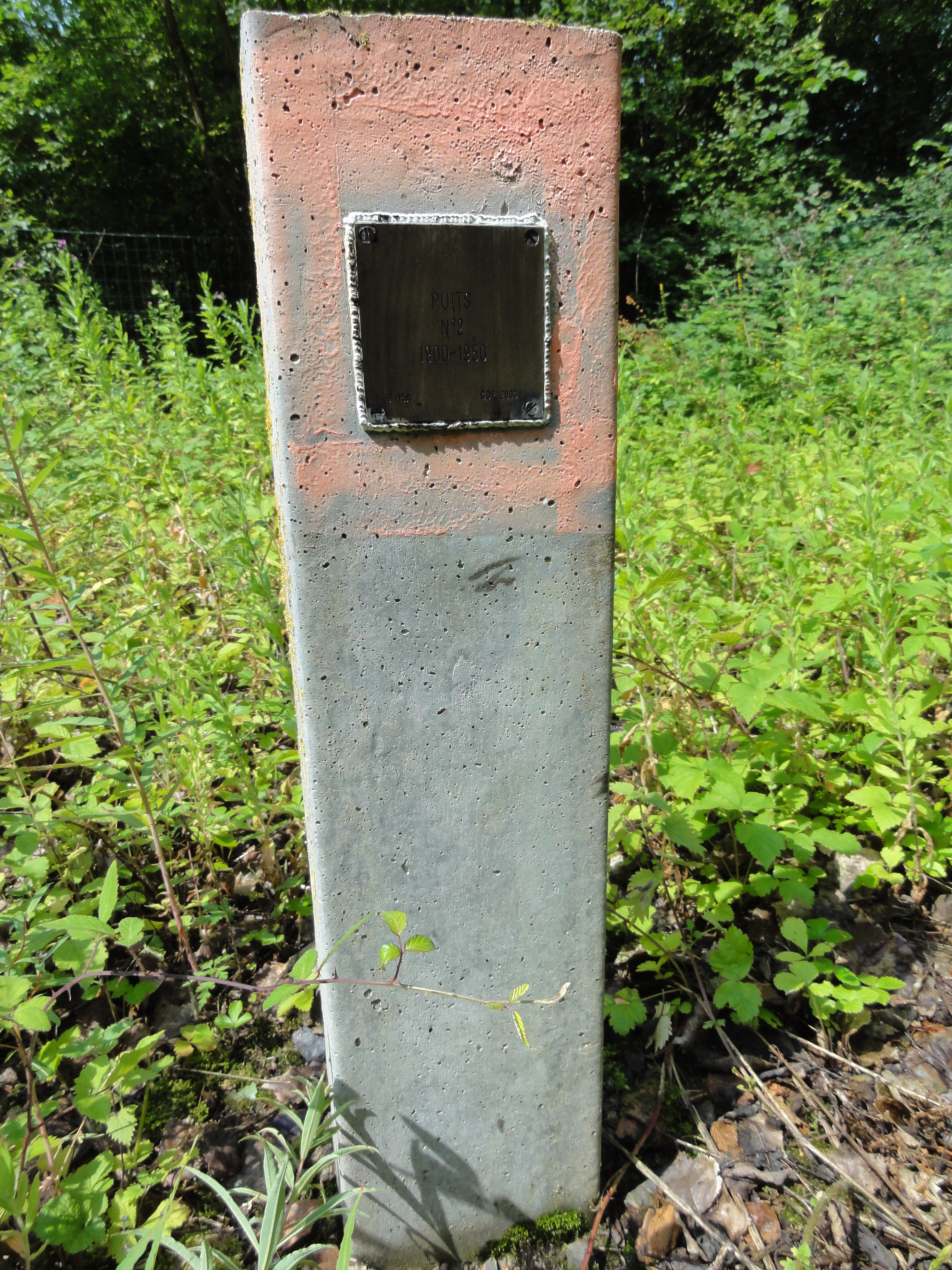
La borne du puits no 2 dans son environnement.
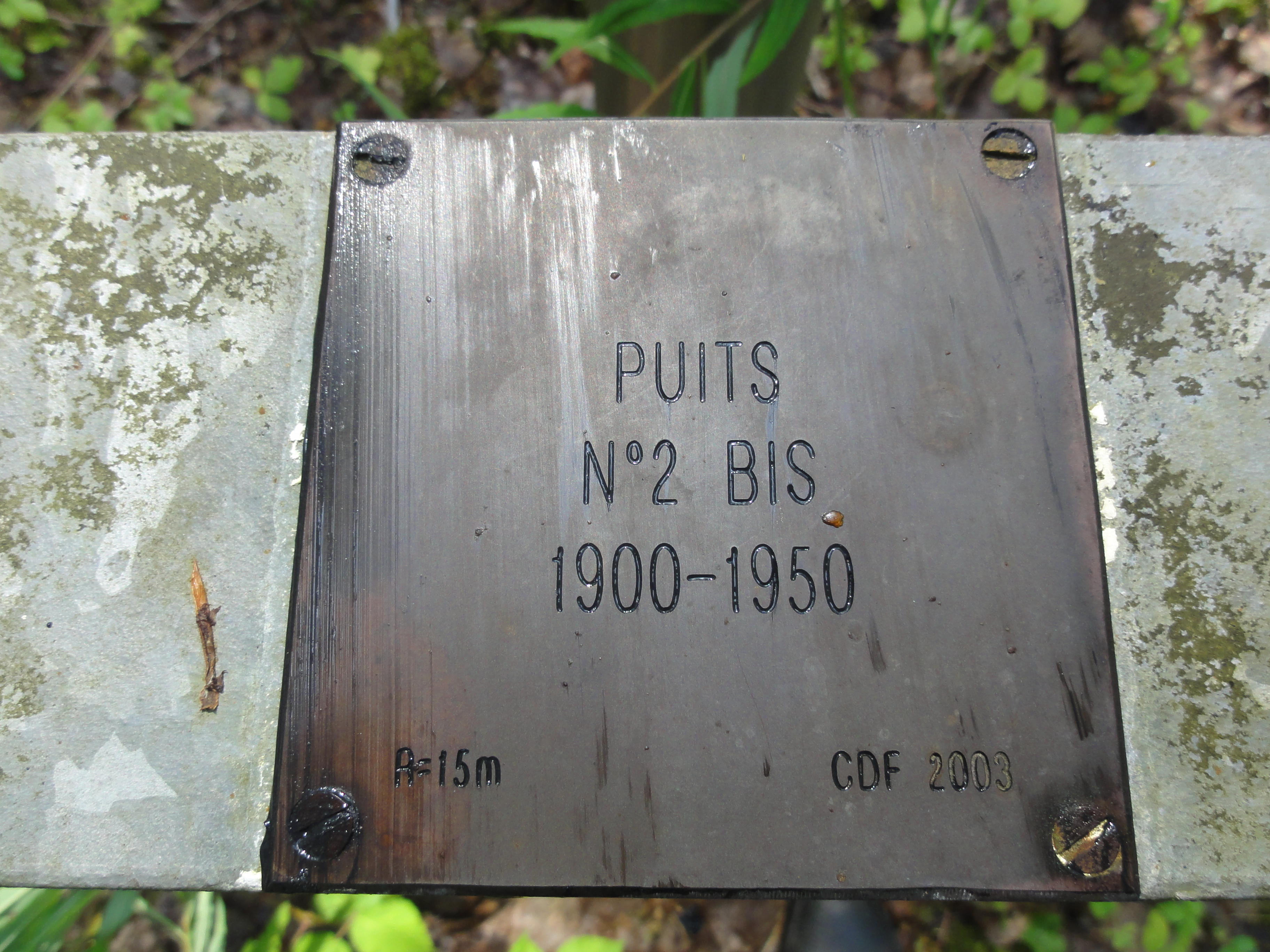
Puits no 2 bis, 1900-1950.
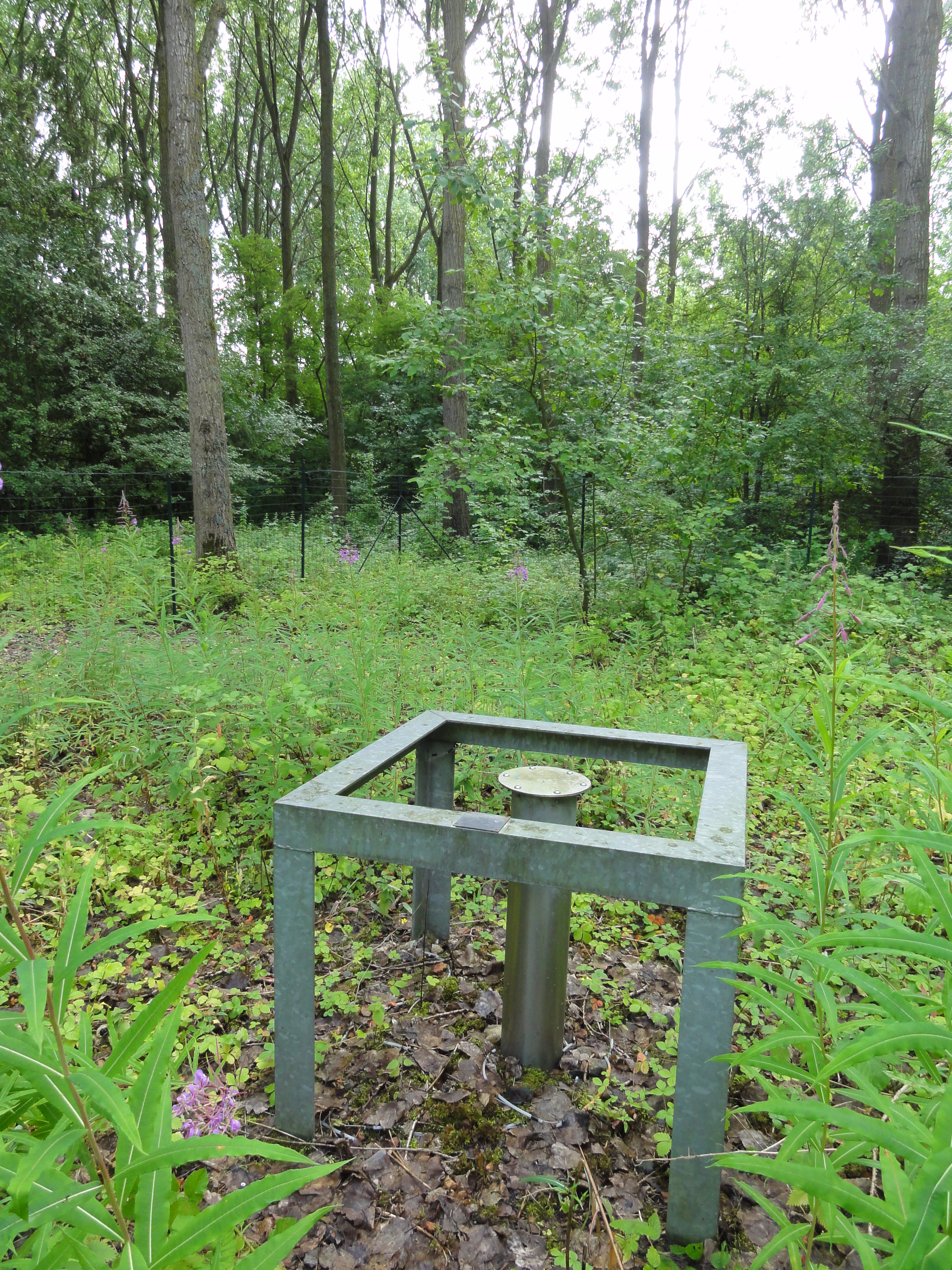
Le piézomètre du puits no 2 bis dans son environnement.
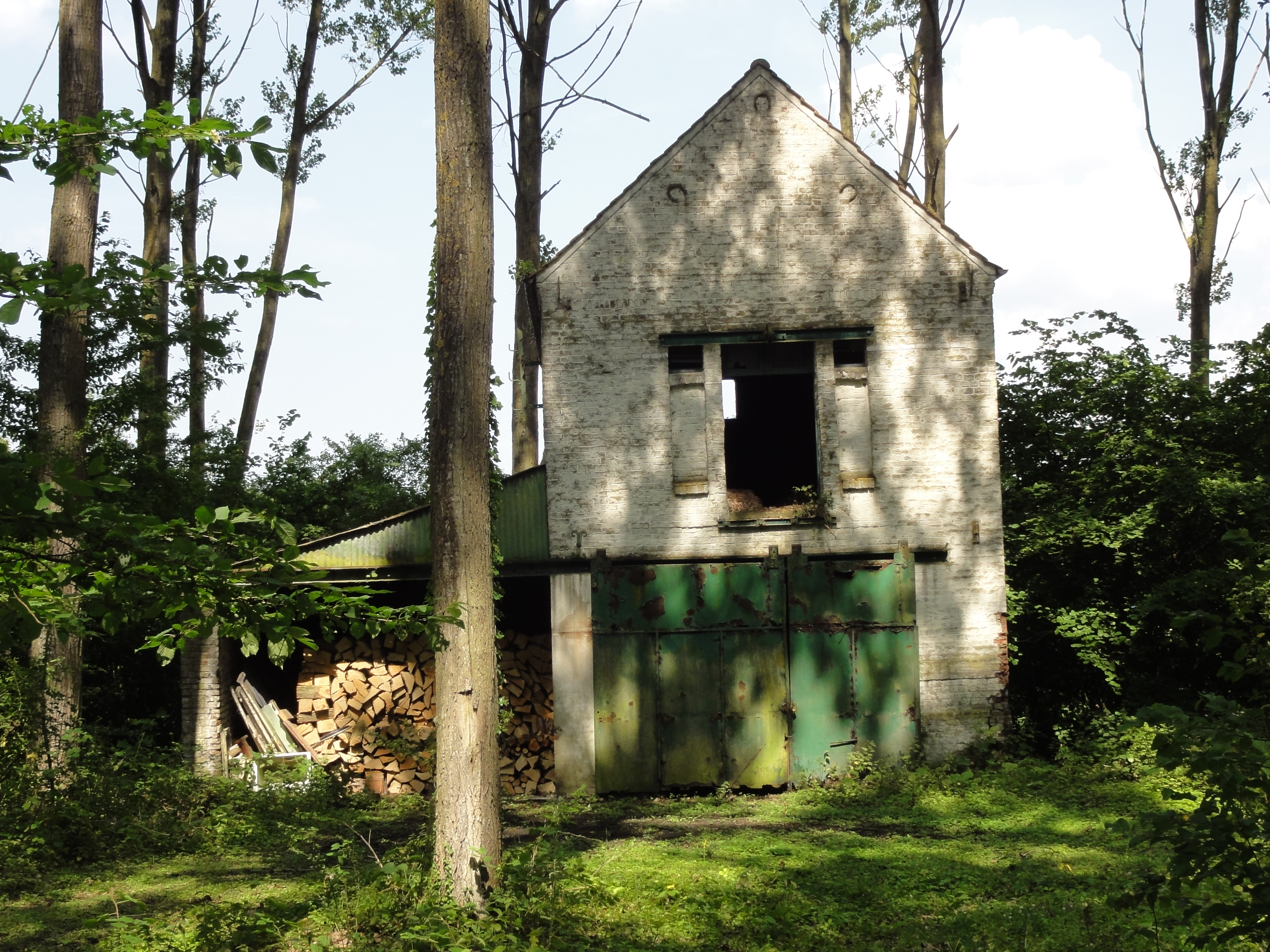
Un bâtiment subsistant.
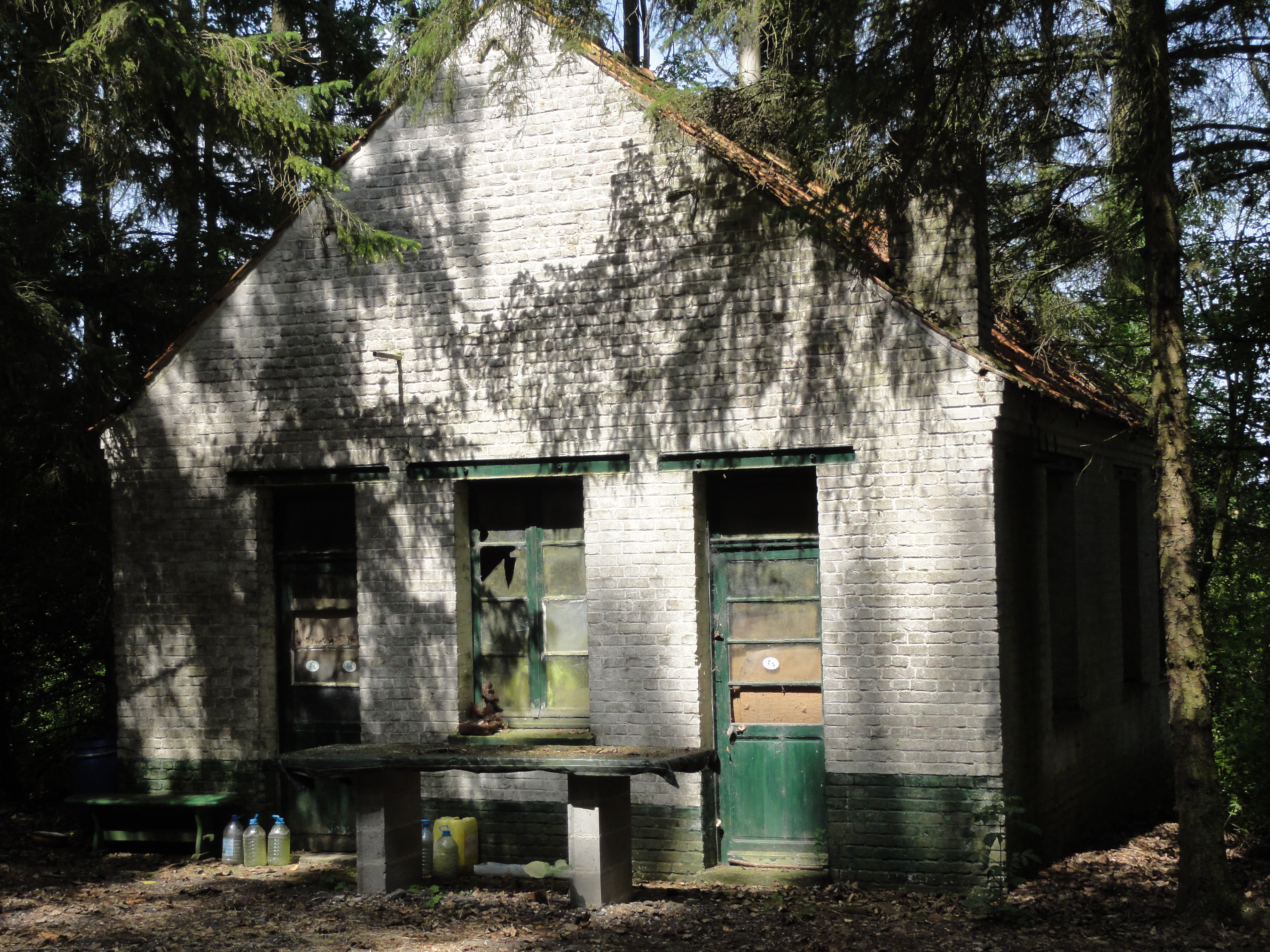
Un bâtiment subsistant.

## Les terrils
Trois terrils résultent de l'exploitation de la fosse. Les terrils nos 32 et 31 font partie des 353 éléments répartis sur 109 sites qui ont été inscrits le 30 juin 2012 sur la liste patrimoine mondial de l'Unesco. Le terril no 32 constitue le site no 107 alors que le terril no 31 constitue le site no 108.

### Terrilno31, Transvaal 1 Nord

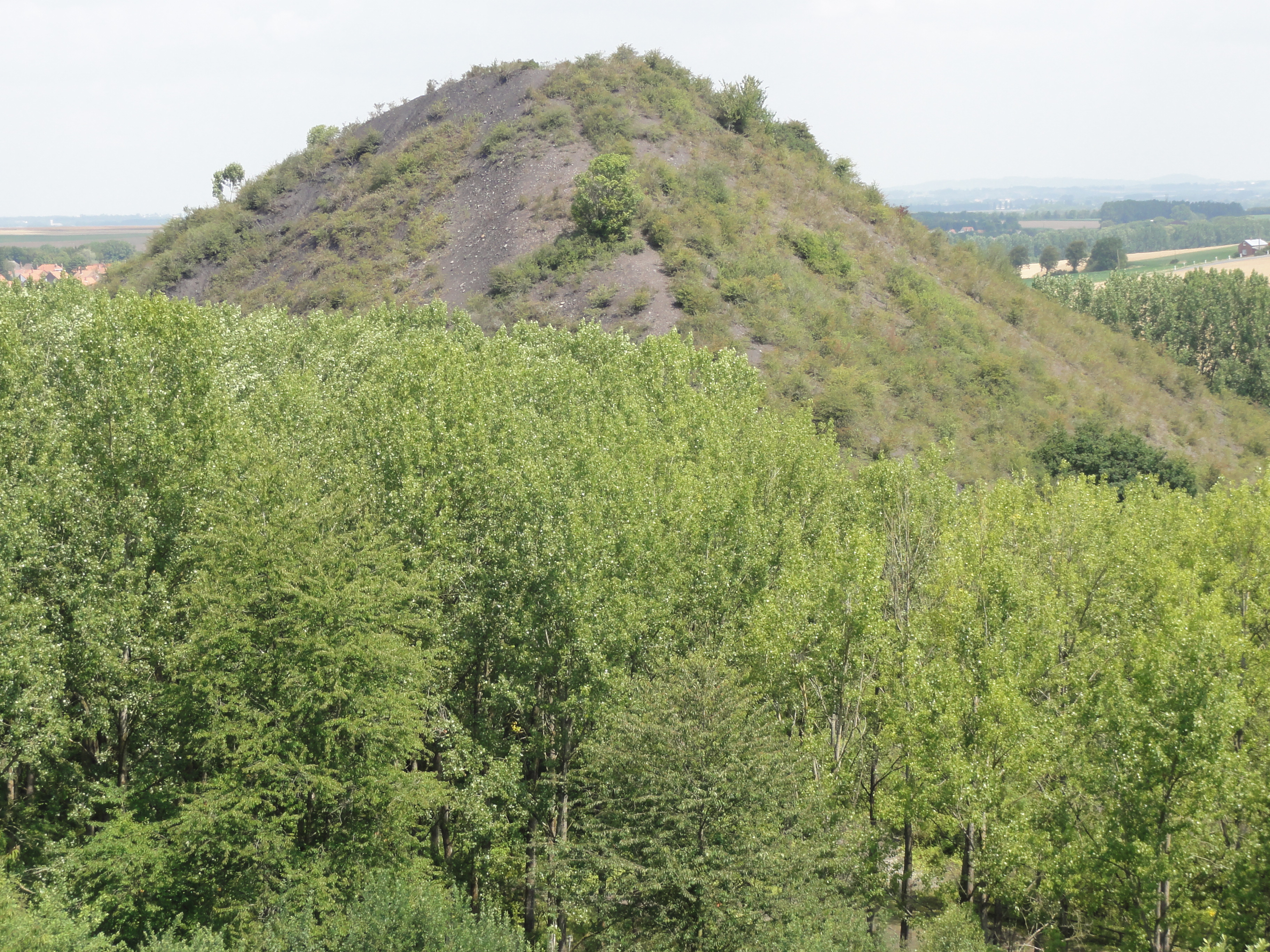
Le terril Transvaal 1 Nord.

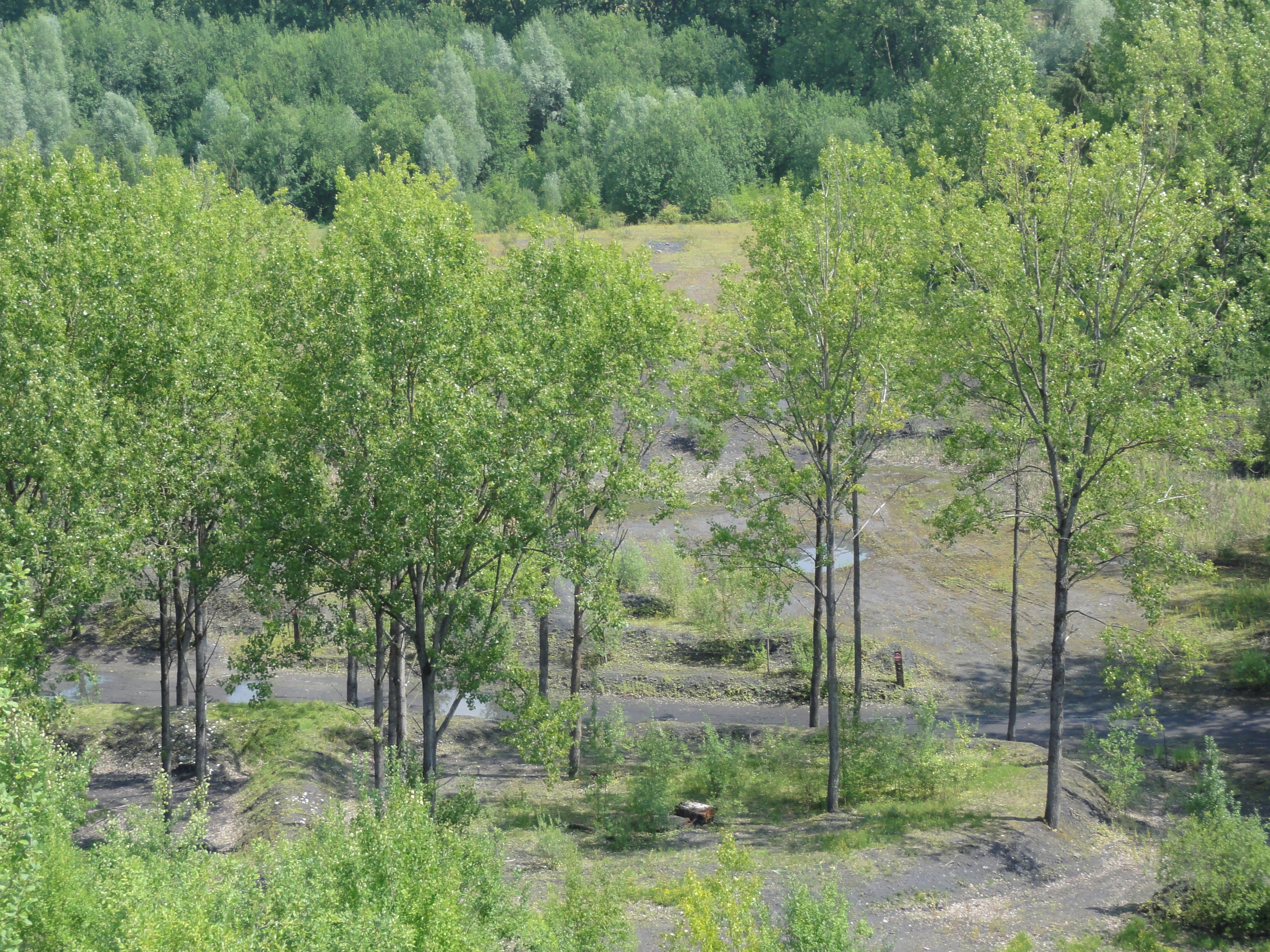
Le terril Transvaal 2 Nord.

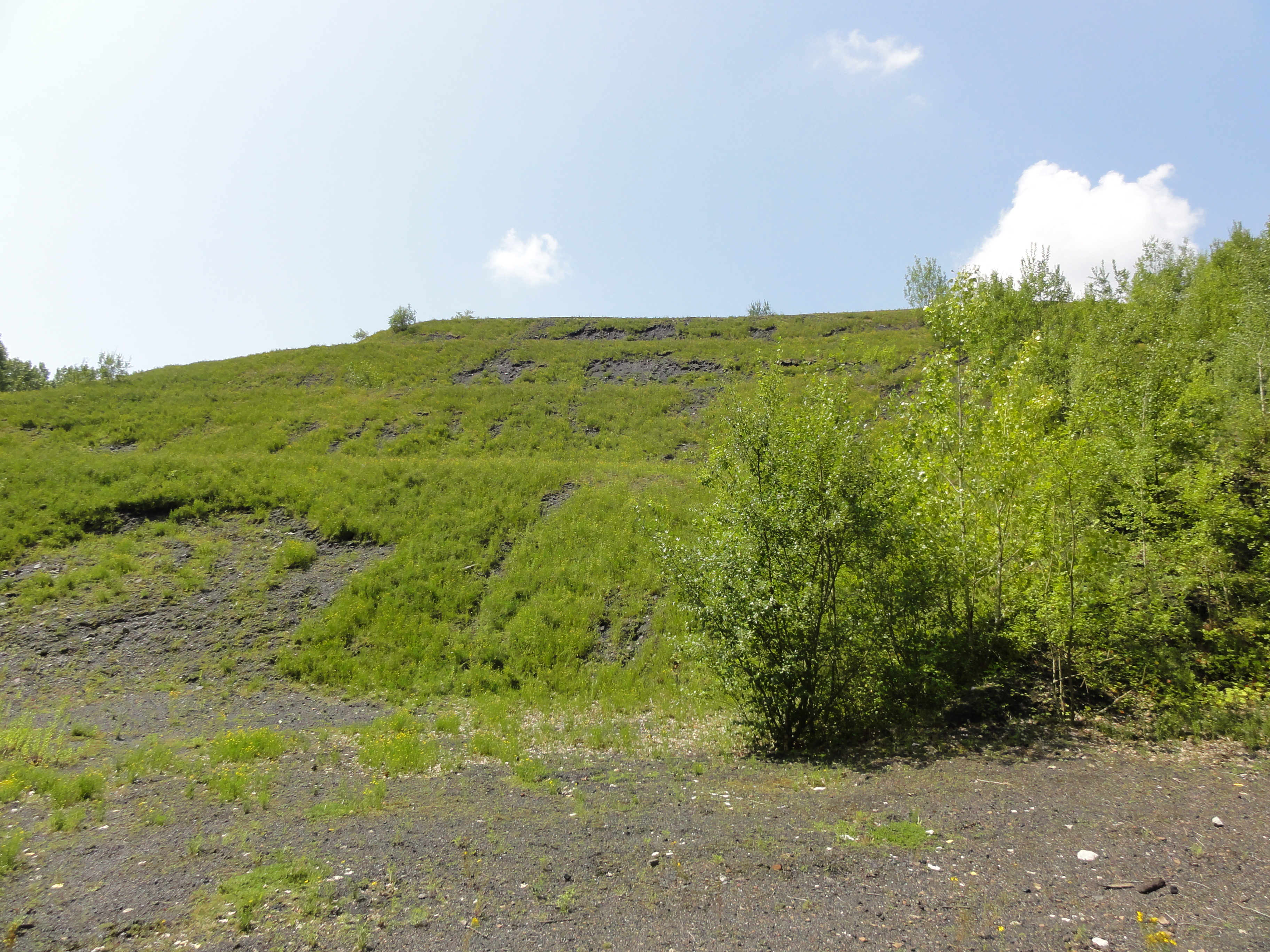
Le terril Transvaal 2 Sud.

50° 34′ 45″ N, 2° 19′ 39″ E
Le terril no 31, Transvaal 1 Nord, situé à Ligny-lès-Aire, est l'un des trois terrils de la fosse no 2 - 2 bis des mines de Ligny-lès-Aire, fermée en 1950. Le terril est conique, végétalisé, et n'a jamais été exploité.

### Terrilno31A, Transvaal 2 Nord
50° 34′ 41″ N, 2° 19′ 42″ E
Le terril no 31A, Transvaal 2 Nord, situé à Ligny-lès-Aire, est un terril plat, situé au sud du terril no 31.

### Terrilno32, Transvaal 2 Sud
50° 34′ 34″ N, 2° 19′ 35″ E
Le terril no 32, Transvaal 2 Sud, situé à Ligny-lès-Aire, est un ancien terril conique, dont le sommet a été exploité. Comme les deux terril précédents, il dépend de la fosse no 2 - 2 bis des mines de Ligny-lès-Aire.

## Les cités

### Vieille Cité

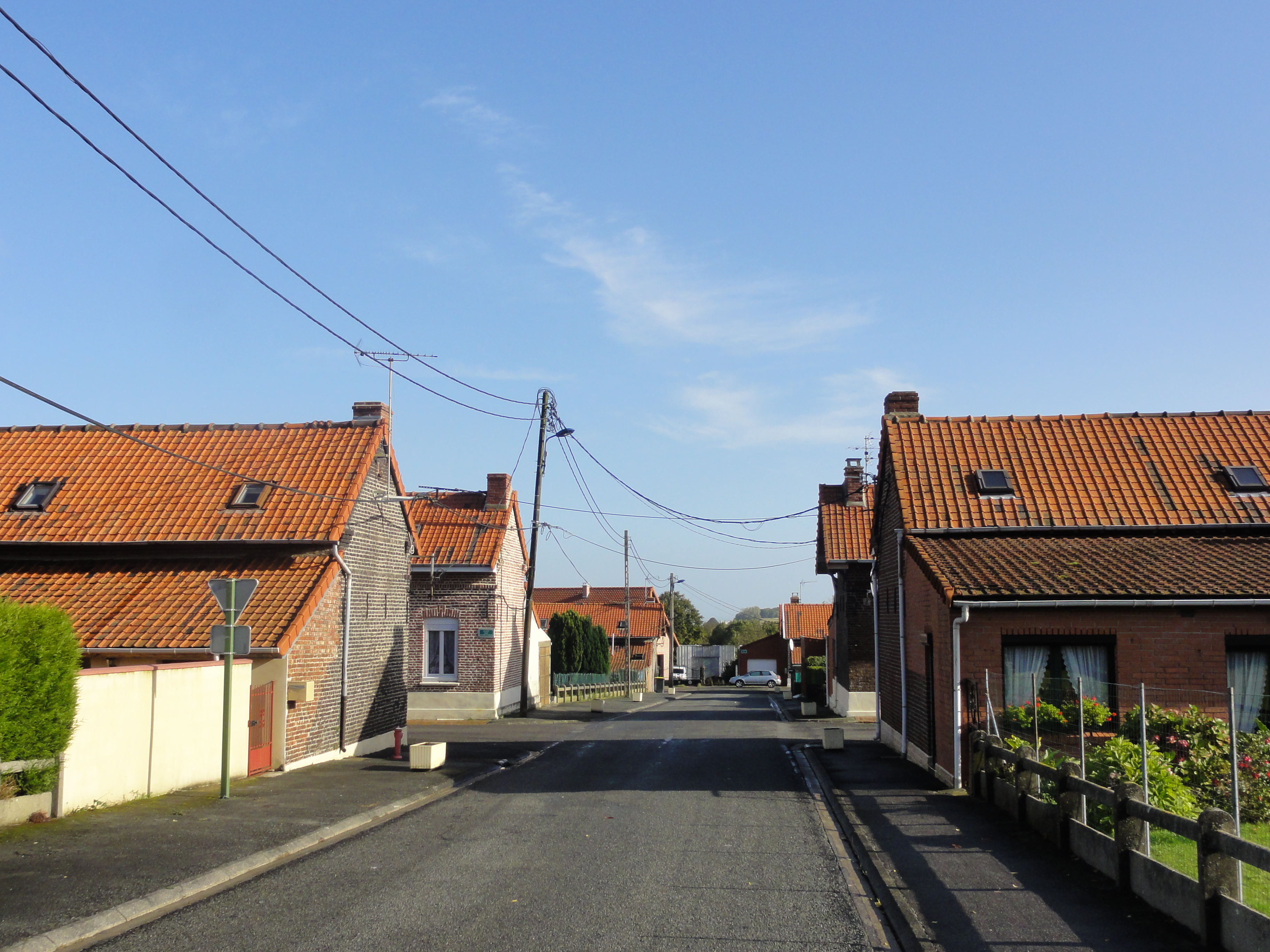
La Vieille Cité.

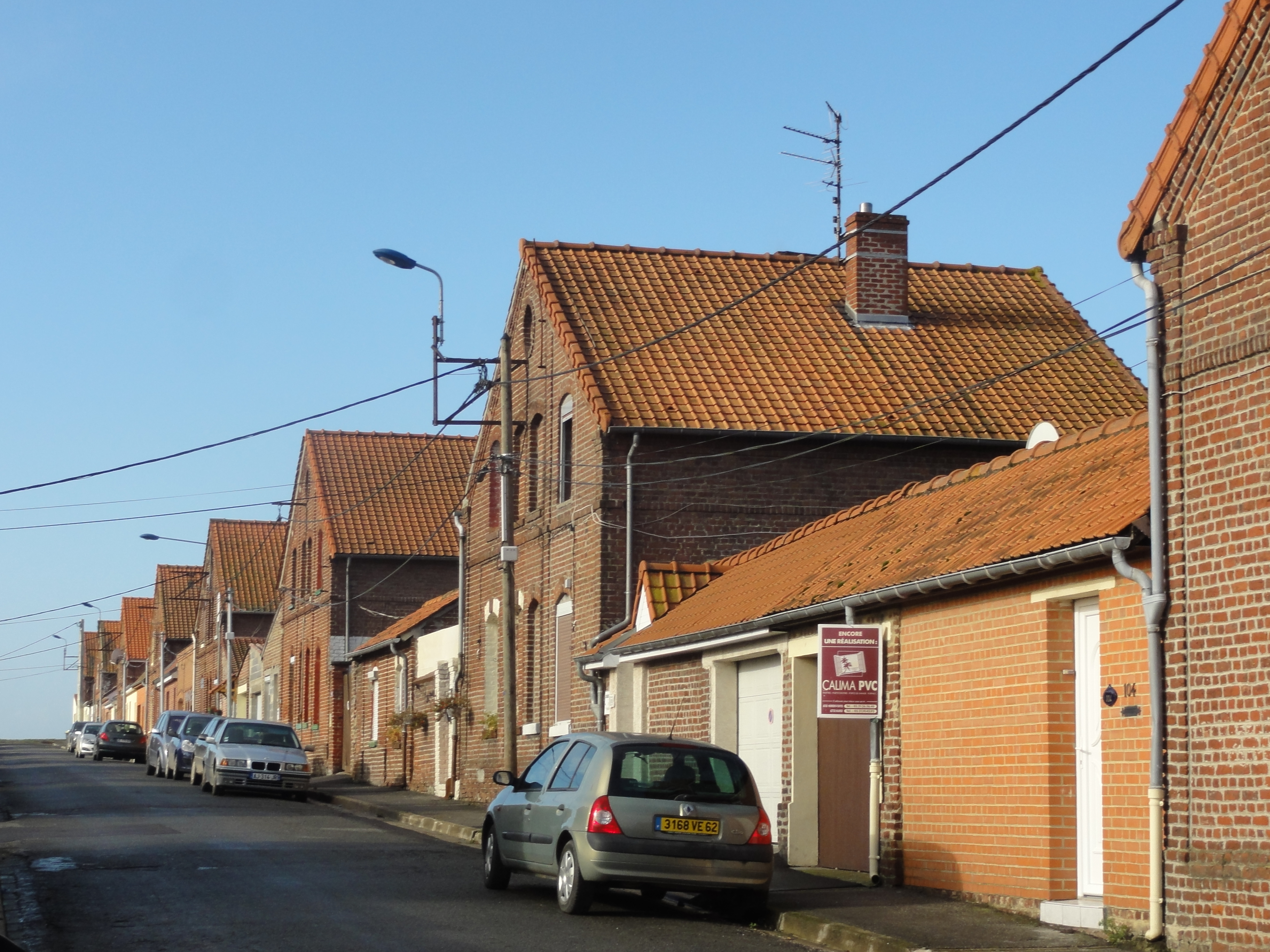
La Nouvelle Cité.

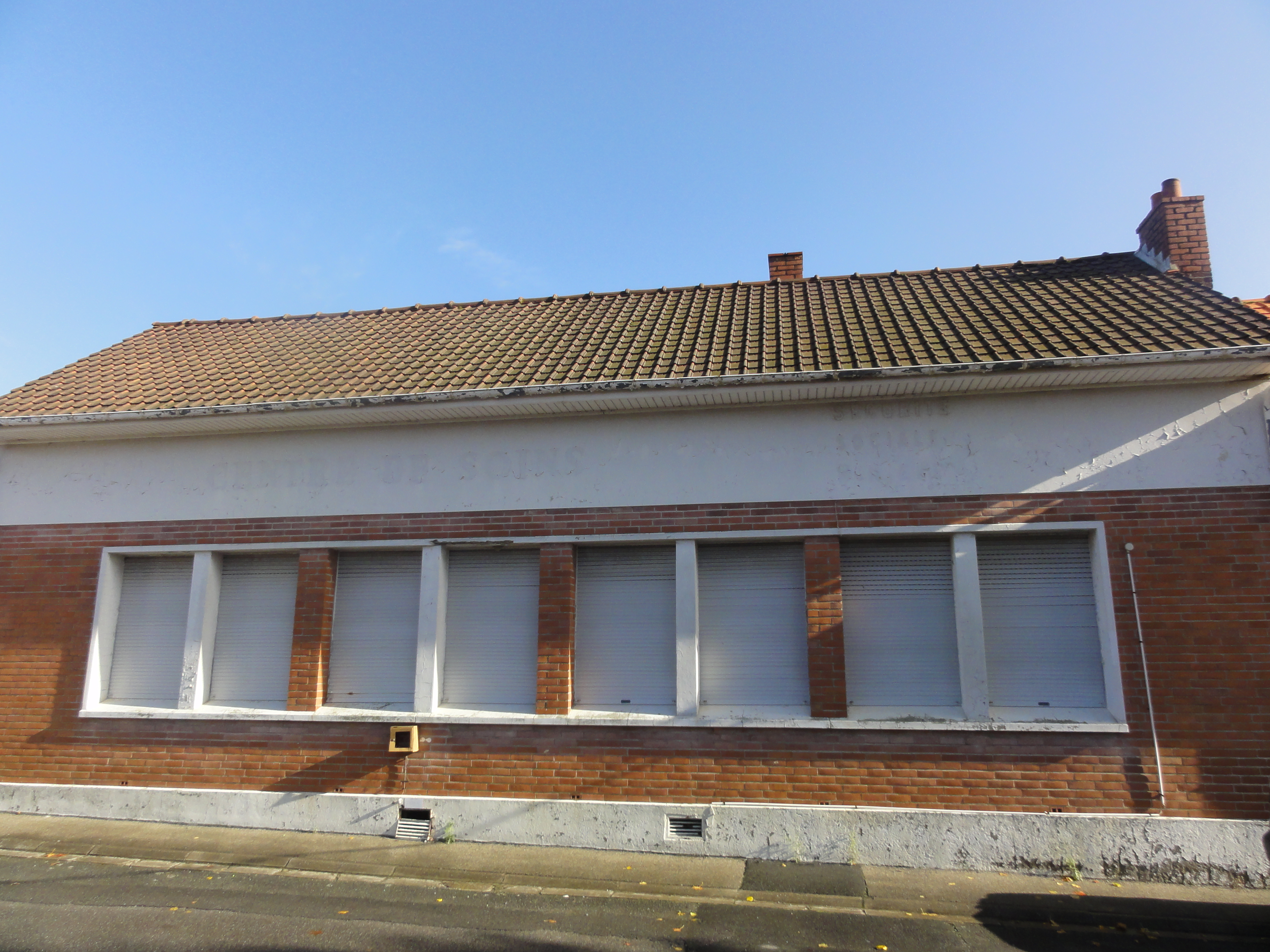
Le centre de soins.

Google Maps
La Vieille Cité est une cité de corons bâtie à Estrée-Blanche. Ces neuf corons suivent le relief, et sont construits avec un léger décalage.

### Nouvelle Cité
Google Maps
La Nouvelle Cité est une cité bâtie au sud de la Vieille Cité et constituée de logements groupés par deux. Ces deux cités d'Estrée-Blanche ont été bâties à égale distance des fosses nos 1 - 1 bis et 2 - 2 bis.

### Le centre de soins de la SSM
50° 35′ 18″ N, 2° 19′ 41″ E
Une des habitations située en bout de coron de la Vieille Cité le long de la chaussée Brunehaut a été transformé en centre de soins de la Société de Secours Minière.